# Kårberg
Kårberg is een plaats in de gemeente Askersund in het landschap Närke en de provincie Örebro län in Zweden. De plaats heeft 87 inwoners (2005) en een oppervlakte van 35 hectare. De plaats ligt circa drie kilometer van Skyllberg aan de Riksväg 50.
De plaats ligt tussen de meren Östersjön (108 meter boven de zeespiegel en Fågelsjön (102 meter boven de zeespiegel).